# Ford Crown Victoria Police Interceptor

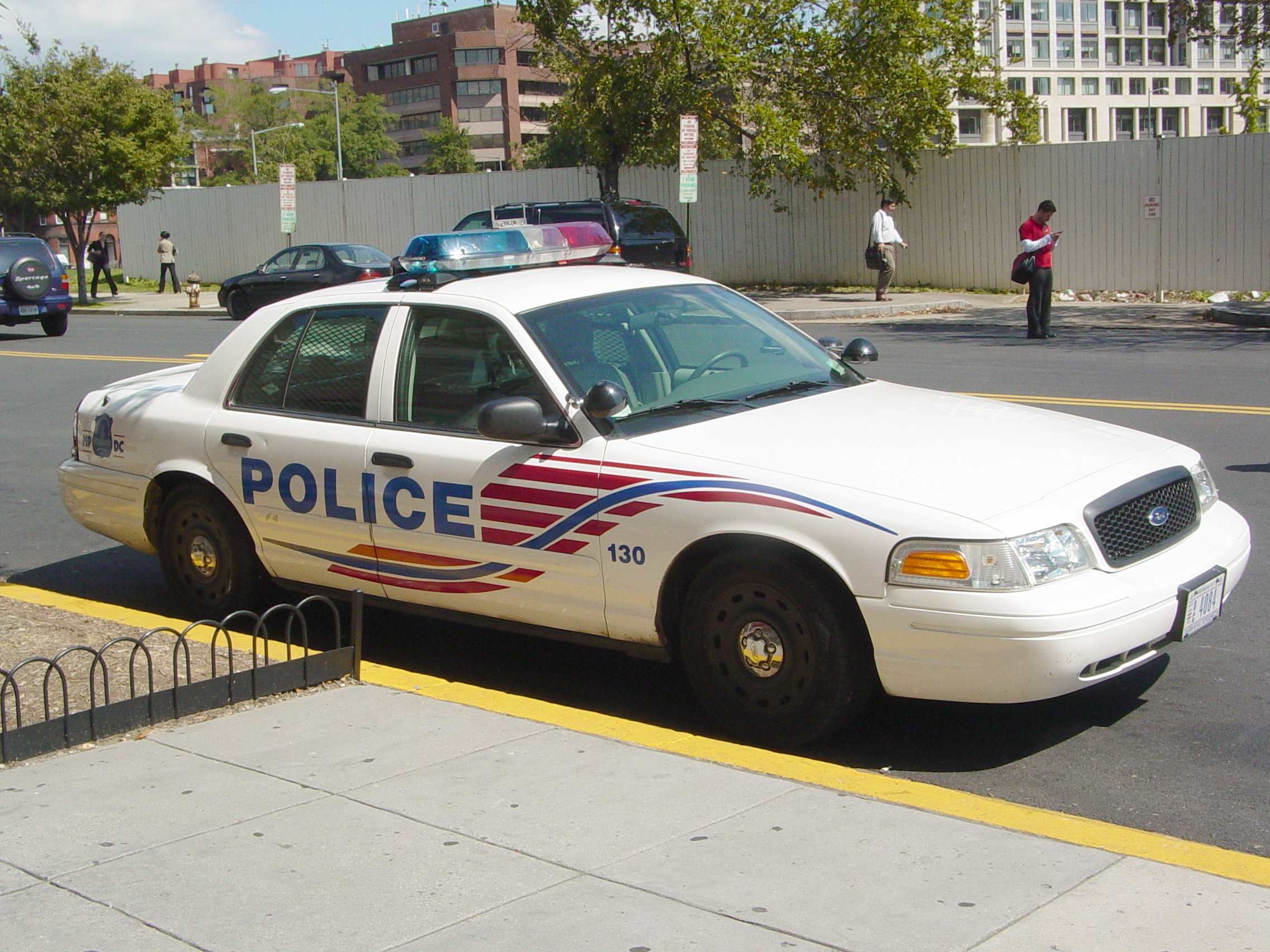
Police Interceptor del Departamento de Policía Metropolitana del Distrito de Columbia

El Ford Crown Victoria Police Interceptor (coloquialmente conocido simplemente como CVPI, P71 o P7B) es la versión policial del Ford Crown Victoria. Es un sedán de cuatro puertas con carrocería sobre bastidor que fue fabricado por Ford de 1992 a 2011.
De 1997 a 2011, el Ford Crown Victoria Police Interceptor fue el automóvil más utilizado en las operaciones de aplicación de la ley en los Estados Unidos, Canadá y Arabia Saudita. También se utilizó para este propósito en una escala más limitada en otros países.

## Historia
Tras la desaparición del Chevrolet Caprice, la Ford Motor Company mantuvo un casi monopolio en el mercado de vehículos policiales en Estados Unidos y Canadá durante más de una década. La tracción trasera convencional, la potencia del V8 y la construcción de la carrocería sobre bastidor se consideraban ventajosas para el uso policial. La construcción de la carrocería sobre bastidor permitía realizar reparaciones económicas tras las colisiones sin necesidad de enderezar el chasis. La tracción trasera se consideraba mejor para las maniobras duras y más robusta que la competencia de tracción delantera para la conducción brusca sobre los bordillos y otros obstáculos en el entorno urbano.
Aunque los Ford Crown Victoria Police Interceptors (CVPI) no se vendieron al público en general, están ampliamente disponibles utilizados en América del Norte una vez que son retirados y dejan de estar en servicio en las fuerzas del orden y en las flotas. Los coches son demandados por las empresas de taxis, por quienes quieren un coche seguro, duradero y/o barato, y por quienes necesitan un coche con un asiento corrido que pueda llevar a tres pasajeros en la parte trasera. El CVPI venía equipado con muchas piezas de alta resistencia, como una transmisión revisada, y un motor 186 kW (253 CV; 249 HP). Las versiones usadas suelen ser despojadas de cualquier calcomanía policial, equipo informático, radios policiales y luces de emergencia antes de ser vendidas o subastadas al público.

## Uso fuera de Norteamérica

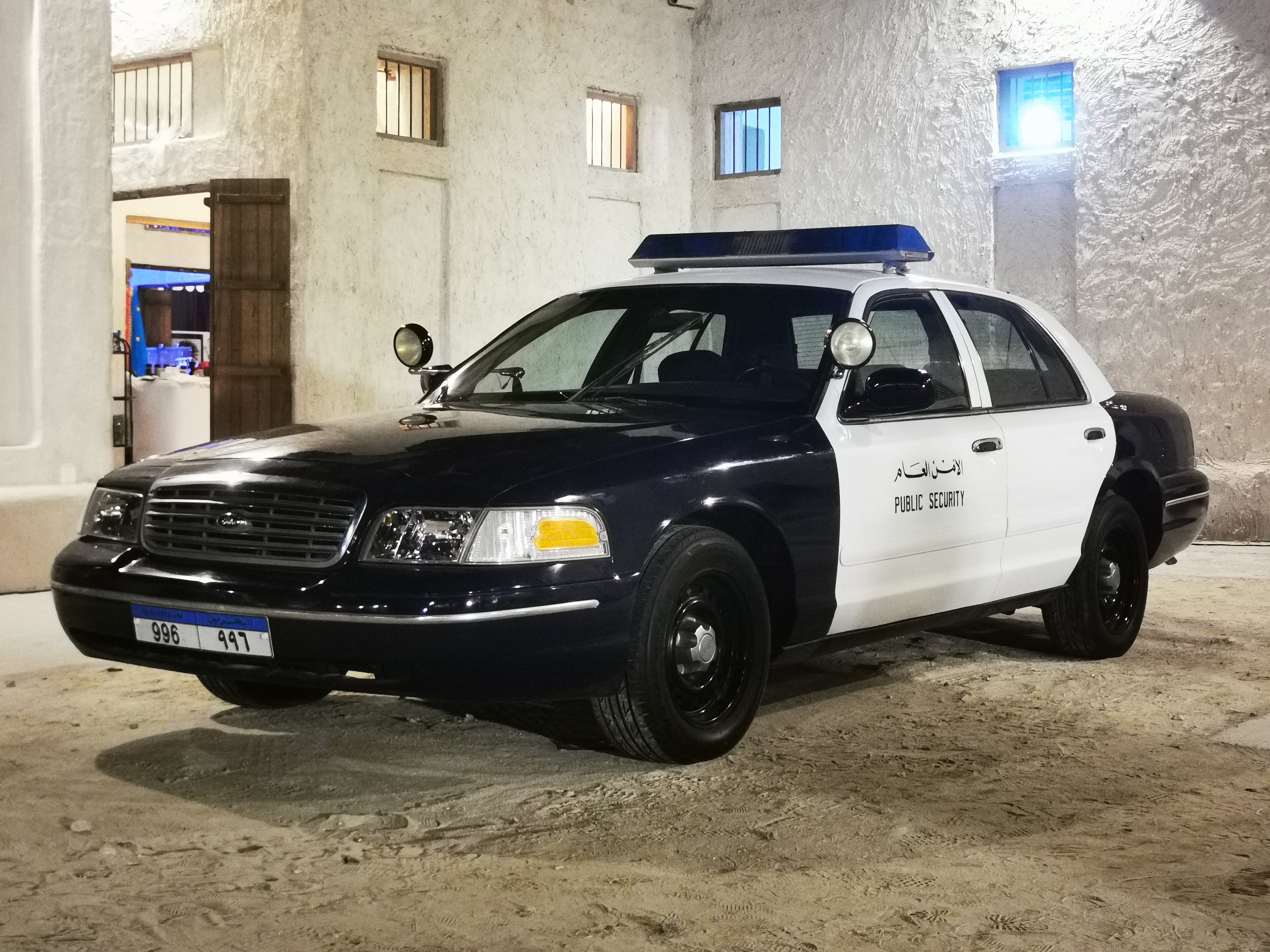
Ford Crown Victoria Police Interceptor de 1998 utilizdo por el Ministerio del Interior de Bahrain

En Rusia, la Dirección Principal de Seguridad Vial, conocida popularmente bajo su abreviatura histórica GAI (ГАИ), compró 140 Crown Victoria P71 entre 1994 y 1995. En parte de la Militsiya (ahora politisya), los vehículos fueron operados por el Servicio de Patrulla de Carreteras como unidades de patrulla de carreteras en la zona de Moscú. Los vehículos más potentes adquiridos por la agencia en ese momento (sustituyendo a los Chaika con motor GAZ-24-10 Volgas), los Crown Victorias, fueron utilizados por la agencia hasta principios de la década de 2010.
En 2003, la ciudad francesa de Montpellier compró tres CVPI como parte de una mejora de la Policía Municipal. Los Crown Victorias fueron seleccionados por su durabilidad, seguridad y protección. En 2008 se pusieron a la venta, ya que los coches de policía de diseño americano resultaron ser demasiado anchos para las calles de la ciudad y demasiado largos para los garajes del departamento de policía.

## Galería

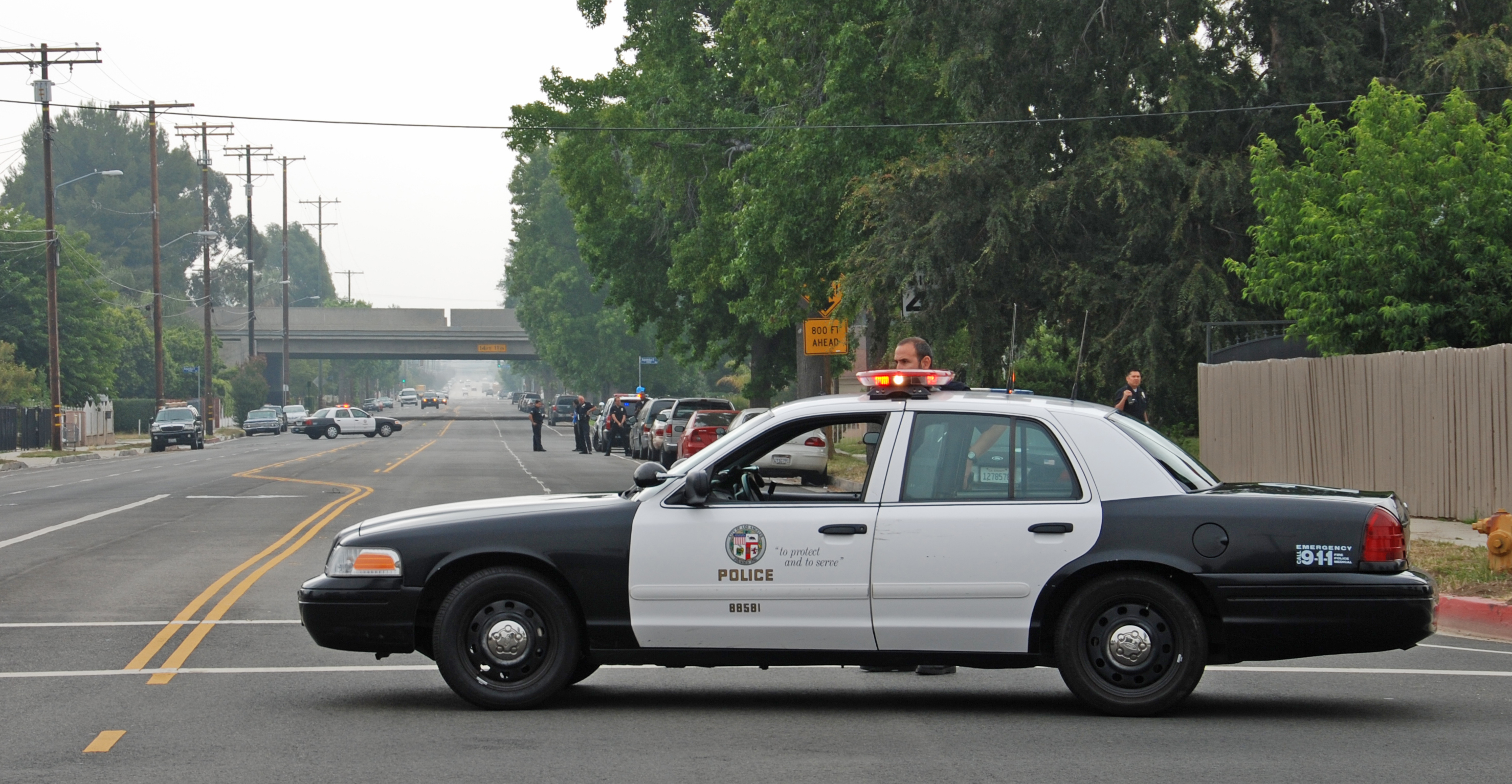
Un Crown Victoria del Departamento de Policía de Los Ángeles
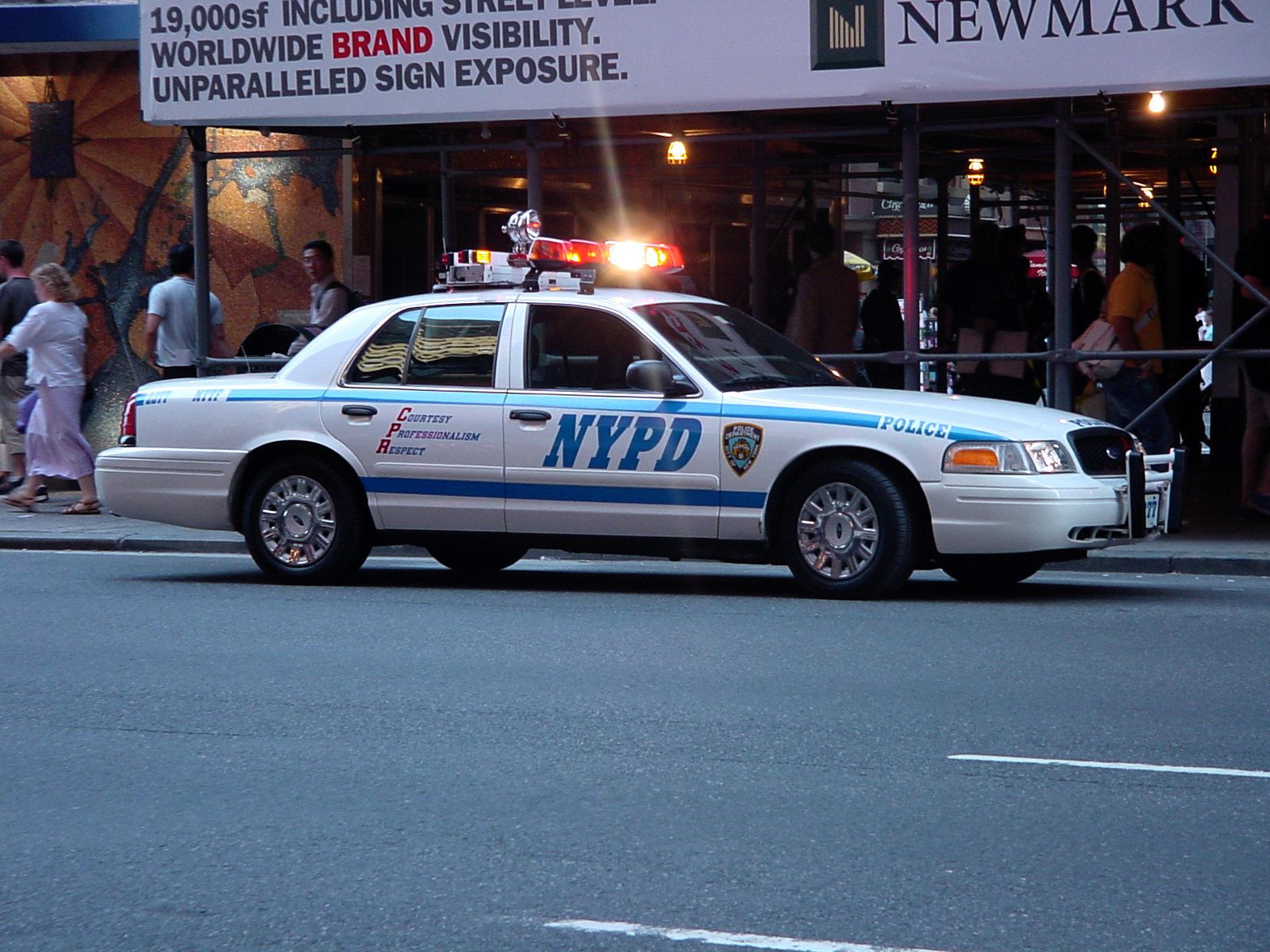
Un Crown Victoria del Departamento de Policía de Nueva York
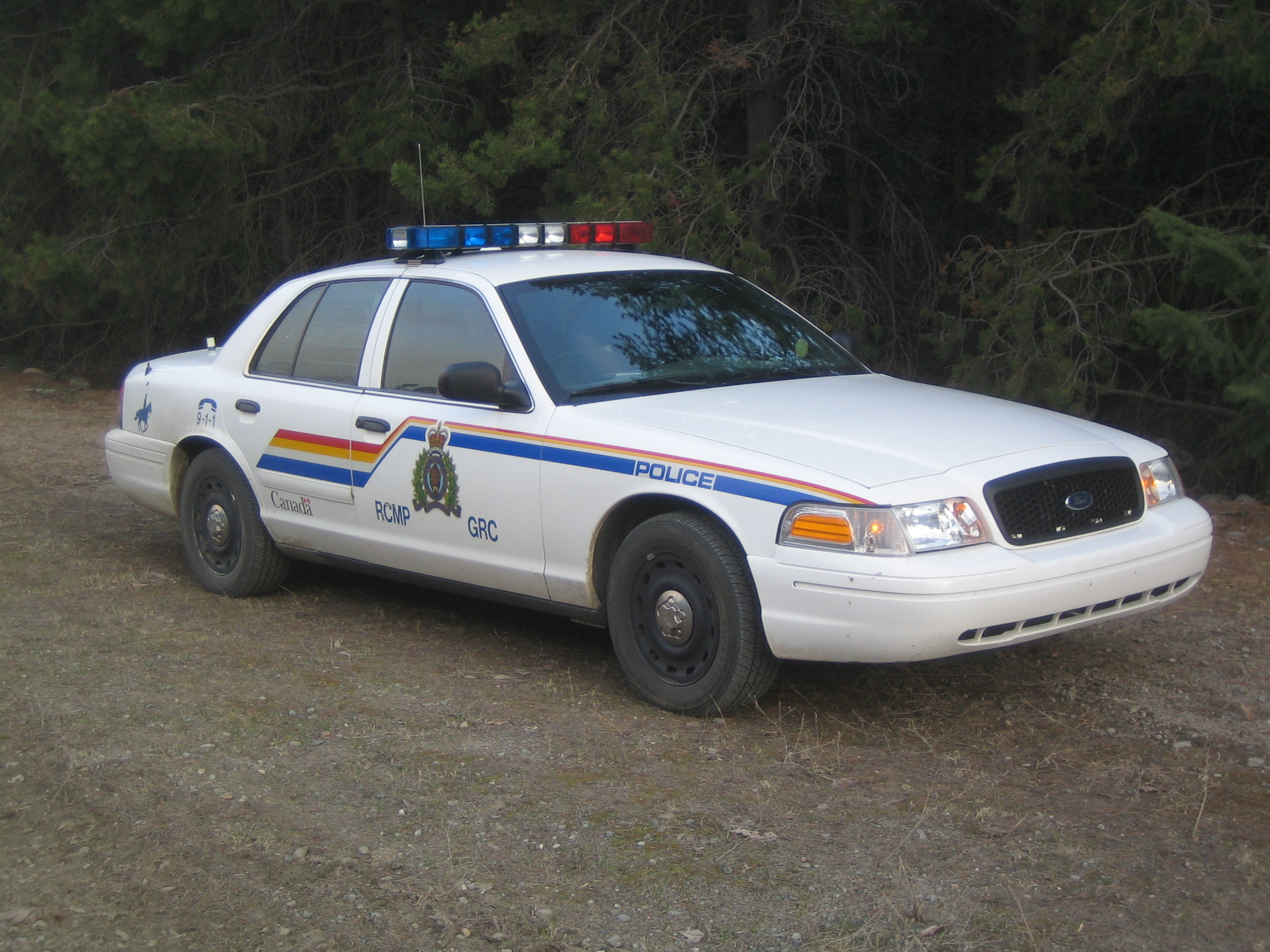
Un Crown Victoria de la Policía Montada del Canadá

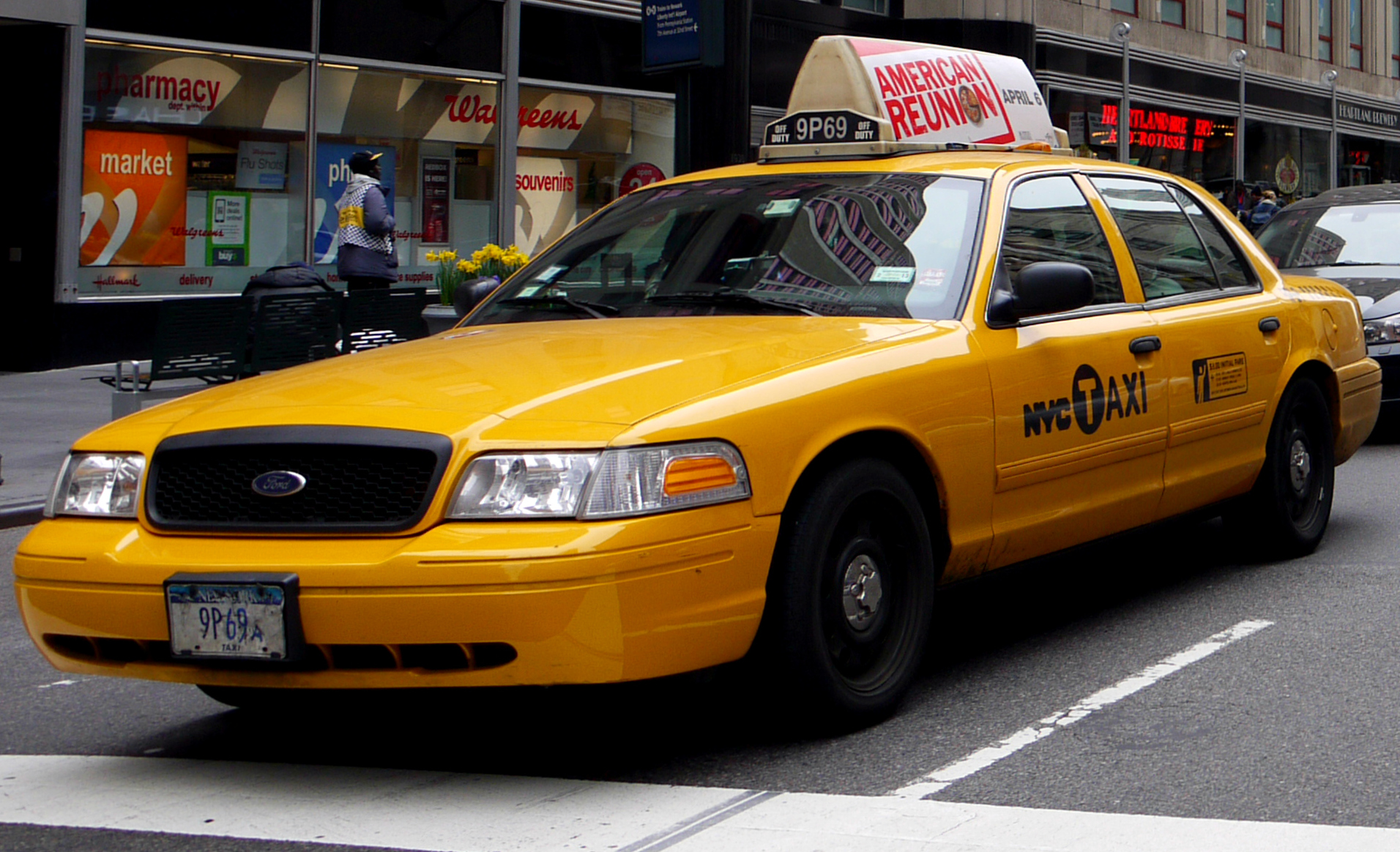
Un Ford Crown Victoria en su versión de taxi de la ciudad de Nueva York

## Cultura popular
El Ford Crown Victoria Police Interceptor aparece en innumerables películas, series de televisión y videojuegos junto al Chevrolet Caprice policial los años 1970-1980. También aparece en su versión de taxi. 